# لاپرسا (کالیفرنیا)
لاپرسا (به انگلیسی: La Presa) یک منطقهٔ مسکونی در ایالات متحده آمریکا است که در شهرستان سن دیگو، کالیفرنیا واقع شده‌است. لاپرسا ۱۵٫۵۸۵ کیلومتر مربع مساحت و ۳۴٬۱۲۶ نفر جمعیت دارد و ۱۰۷ متر بالاتر از سطح دریا واقع شده‌است.